# نجوم النسق الأساسي من النوع B

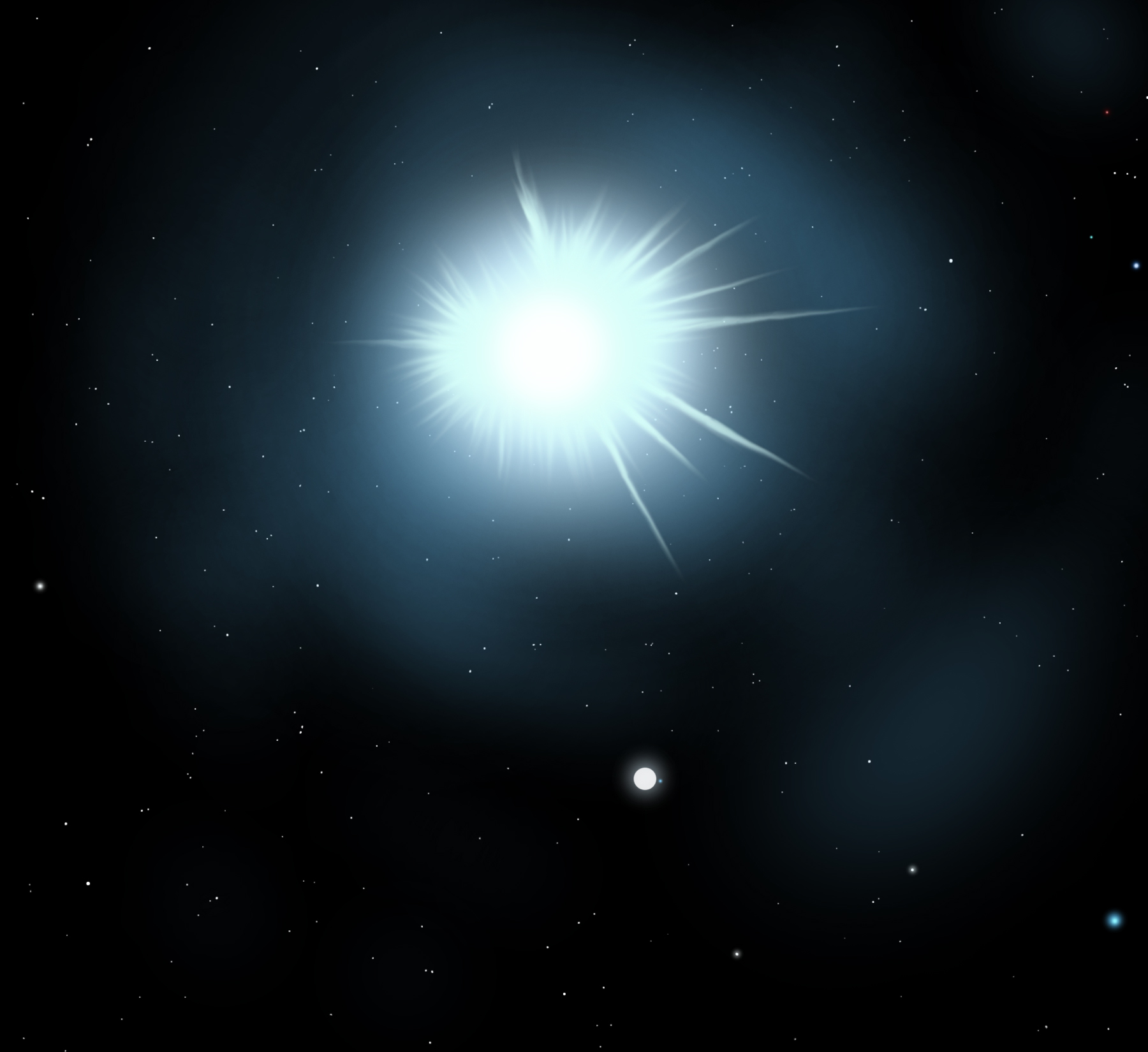
صورة فنية لنجم العذرة أو إيتا الكلب الأكبر, نوع-B

نجم النوع-B هو نجم من النسق الأساسي يستخدم الهيدروجين كوقود، يَنتمي إلى النوع الطيفي B و فئة لمعانه V. تبلغ كتلة تلك النجوم من النسق الأساسي بين 2 إلى 16 ضعف كتلة شمسية، وتبلغ درجة حرارة سطحها بين 10.000 و 30.000 كلفن  - هذه النجوم مضيئة للغاية وزرقاء اللون. يحتوي ضوؤها على طيف الهليوم المتعادل، وتكون واضحة في الفئة الفرعية B2، كما تحتوي على خطوط الهيدروجين المتعادل. ومن الأمثلة على ذلك  نجم المليك ورأس الغول .
هذه الفئة من النجوم أدخلت في تسلسل هارفارد لتصنيف النجوم ونشرت في فهرس هارفارد المنقح لقياس الضوء. كان نوع-B من النجوم أساسا هي التي يحوي طيفها خطوط الهليوم غير المؤين مع غياب الهيليوم المتأين المنفردة في الجزء الأزرق البنفسجي من الطيف الضوئي.
جميع التصنيفات الطيفية، بما في ذلك اطياف نوع-B، تم تقسيمها عدديا للأشارت إلى الدرجة التي يقترب فيها الطيف للتصنيف التالي. وبالتالي فإن B2 هي 1/5 من الطريق من النوع B (أو B0) إلى النوع A.
في وقت لاحق، أظهرت تحاليل دقيقة للأطياف وجود خطوط الهليوم المتأين للنجوم صنف B0. كما ان النجوم من صنف A0 عرضت أيضا خطوط ضعيفة من الهيليوم غير المؤين. أدى هذا إلى إعادة التصنيف النجمي بالاعتماد على نقاط القوة لخطوط الامتصاص في ترددات محددة، أو بمقارنة نقاط القوة بين الأطياف المختلفة. وهكذا، في نظام تصنيف MK، وB0 الفئة الطيفية لديها خط في الطول الموجي 438.7 نانومتر كونها أقوى من خط 420.0 نانومتر. سلسلة بالمر لخطوط الهيدروجين تزداد قوة من خلال فئة B، ثم تصل إلى ذروتها في صنف A2. وتستخدم خطوط السيليكون المتأين لتحديد الفئة الفرعية من نوع-B للنجوم، في حين تستخدم خطوط المغنيسيوم للتمييز بين طبقات درجة الحرارة.
نجوم نوع-B لا تمتلك كروموسفير (إكليل الشمس) وتفتقر لمنطقة الحمل الحراري في الغلاف الجوي الخارجى. لديها أعلى معدل خسارة الكتلة من النجوم الصغيرة كالشمس، وسرعة الرياح النجمي حوالي 3000 كم / ثانية . يتم توليد الطاقة فيها من الاندماج النووي الحراري (دورة كربون-نيتروجين-أكسجين- CNO) ولأن هذه العملية حساسة جدا للحرارة، يتركز توليد الطاقة بشكل كبير في مركز النجم، والذي ينتج منه منطقة حمل حراري حول النواة. هذا يؤدي إلى خلط مستمر بين عنصري الهيدروجين والهليوم المنتج من الاندماج النووي. إن العديد من نجوم نوع-B تدور سريعا، وتصل السرعة في خط الاستواء إلى 200 كم / ث.

التصنيف الطيفي لمورغان كينان